# Campeonato Mundial de Curling Masculino de 2000
El XLII Campeonato Mundial de Curling Masculino se celebró en Glasgow (Reino Unido) entre el 1 y el 9 de abril de 2000 bajo la organización de la Federación Mundial de Curling (WCF) y la Federación Británica de Curling.
Las competiciones se realizaron en la Braehead Arena de la ciudad escocesa.

## Tabla de posiciones
| Pos | Equipo         | G | P | G–P |
| --- | -------------- | - | - | --- |
| 1   | Canadá         | 8 | 1 | –   |
| 2   | Suecia         | 7 | 2 | 1–0 |
| 3   | Finlandia      | 7 | 2 | 0–1 |
| 4   | Estados Unidos | 5 | 4 | –   |
| 5   | Dinamarca      | 4 | 5 | –   |
| 6   | Suiza          | 4 | 5 | –   |
| 7   | Noruega        | 4 | 5 | –   |
| 8   | Escocia        | 3 | 6 | –   |
| 9   | Francia        | 2 | 7 | –   |
| 10  | Japón          | 1 | 8 | –   |

## Cuadro final
|  | Semifinales    | Semifinales |   |                | Final        | Final |  |
|  |                |             |   |                |              |       |  |
|  |                |             |   |                |              |       |  |
|  | Canadá         | 11          |   |                |              |       |  |
|  | Estados Unidos | 3           |   |                |              |       |  |
|  |                |             |   |                |              |       |  |
|  |                |             |   |                |              |       |  |
|  |                |             |   |                | Canadá       | 9     |  |
|  |                | Suecia      | 4 |                |              |       |  |
|  |                |             |   |                |              |       |  |
|  |                |             |   |                |              |       |  |
|  |                |             |   |                | Tercer lugar |       |  |
|  |                |             |   |                |              |       |  |
|  | Suecia         | 9           |   | Estados Unidos | 4            |       |  |
|  | Finlandia      | 2           |   |                | Finlandia    | 9     |  |